# SV Venray
Sportvereniging Venray, veelal afgekort SV Venray genoemd, is een Nederlandse Nederlandse amateurvoetbalclub uit de Noord-Limburgse plaats Venray. De clubkleuren zijn rood, wit en blauw en de thuiswedstrijden worden gespeeld op sportpark De Wieën.
SV Venray ontstond op 26 maart 1945 uit de voetbalclubs Servatius en de plaatselijke rivaal De Valk.
Het eerste mannenelftal van SV Venray speelde lang in de Derde klasse. Onder trainer Leo Beerendonk werd een sportieve kentering bereikt. Een aantal jaren later bereikte men de Eerste klasse. Later werd ook de Hoofdklasse C bereikt (tegenwoordig B), de hoogste amateurklasse. In 1989 werd onder aanvoerderschap van Noud Janssen het kampioenschap in de Zondag Hoofdklasse C behaald. In deze periode was spits Theo Philipsen de absolute clubtopscoorder.
In het toernooi om de KNVB beker werden in deze succesvolle periode wedstrijden gewonnen van onder meer Vitesse, AZ en Go Ahead Eagles. Na een mindere periode keerde de club in seizoen 2008/09 onder leiding van trainer en oud-speler Jan Poels terug in de Hoofdklasse. Een seizoen later miste de club de promotie naar de nieuwe Topklasse die vanaf dat seizoen als hoogste amateurcompetitie werd geïntroduceerd.
Venray speelde op 2 december 2012 haar 400-ste Hoofdklasseduel tegen UDI '19 dat die dag eveneens haar 400-ste Hoofdklasseduel speelde. Bij Venray zat Udenaar en oud UDI'19-trainer Harry Blokhuis als trainer op de bank. Wim Vievermans speelde van de 400 duels er 246 mee. Clubtopscoorder in de Hoofdklasse was na 400 wedstrijden Freek Thoone (vertrokken naar Achilles '29). Die scoorde in de periode 2008-2012 57 maal en bleef daarmee Theo Philipsen (51 maal raak) voor.
SV Venray debuteerde in september 2009 in de Futsal Topdivisie. Aan het einde van het seizoen 2009/2010 stopte SV Venray met de afdeling zaalvoetbal.
Het standaardelftal speelt in de Vierde divisie (2022/23).

## Standaardelftal

### Erelijst
kampioen Hoofdklasse: 1989
Winnaar KNVB beker voor amateurs: 1987
Winnaar Districtsbeker Zuid II: 1987

### Competitieresultaten 1946–2023
| 1 3G |

| 2 3E |

| 7 3E |

| 1 3E |

| 3 3E |

| 3 3D |

| 2 3D |

| 2 3D |

| 1 3D |

| 7 2B |

| 7 2B |

| 8 2B |

| 6 2B |

| 3 2B |

| 6 2B |

| 2 2B |

| 6 2B |

| 10 2B |

| 7 2B |

| 12 2B |

| 2 3D |

| 4 3D |

| 1 3D |

| 7 2B |

| 6 2B |

| 7 2B |

| 11 2B |

| 2 3D |

| 8 3D |

| 8 3D |

| 10 3D |

| 2 3D |

| 1 3D |

| 3 2B |

| 1 2B |

| 8 1F |

| 1 1F |

| 7 C |

| 13 C |

| 3 1F |

| 1 1F |

| 7 C |

| 3 C |

| 1 C |

| 6 C |

| 3 C |

| 7 C |

| 3 C |

| 7 C |

| 13 C |

| 6 1F |

| 11 1D |

| 2 2H |

| 4 2H |

| 11 1D |

| 5 2H |

| 4 2H |

| 4 2H |

| 4 2H |

| 1 2H |

| 4 1D |

| 4 1D |

| 1 1D |

| 7 B |

| 6 B |

| 6 B |

| 10 B |

| 3 B |

| 13 B |

| 4 1D |

| 10 1D |

| 8 1D |

| 8 1D |

| 7 1D |

| 7* 1D |

| -- 1D |

| 1 1D |

| 6 B |

| Hoofdklasse/4e Divisie | Eerste klasse | Tweede klasse | Derde klasse |

In elke staaf van de grafiek staat van boven naar beneden vermeld: 
- Eindnotering

Dit is de positie die de club heeft bereikt in de competitie, zonder eventuele beslissings-, play-off- of nacompetitiewedstrijden die nodig zijn geweest om bijvoorbeeld de kampioen van de competitie te bepalen.
Indien een * achter het getal staat is de notering een tussenstand en kan het zijn dat de notering niet overeenkomt met de uiteindelijke eindstand van de competitie.
Staat er een - dan is het seizoen nog bezig en is er geen definitieve uitslag bekend.
Staat er xx op de positie van de notering, dan heeft de club vroegtijdig de competitie verlaten. Dit kan onder andere komen door terugtrekking van het team, faillissement van de club of door een uitgedeelde straf van de KNVB. In veel gevallen staat elders in het artikel de reden vermeld.
Staat er een ? dan is het resultaat uit het verleden onbekend, en is alleen de competitie of het niveau bekend van dat seizoen.
In de seizoenen 2019/20 en 2020/21 werd wegens de coronacrisis het amateurvoetbal afgebroken. Daardoor kennen deze staven geen eindklassering (middels -- weergegeven).
- Competitieniveau en afdelingsletter of Officiële eindstand Eredivisie
  - Competitieniveau en afdelingsletter

Hierbij geeft het getal het niveau weer, dat ook terug te vinden is in de legenda. De letter is de afdelingsaanduiding en wordt gebruikt wanneer er meer afdelingen zijn op hetzelfde niveau. De afdelingsletter is altijd een hoofdletter en wordt meestal zonder nummer gebruikt.
Voorbeeld: 2F is niveau 2e klasse competitie F.
Het competitieniveau en nummer wordt niet vermeld wanneer er slechts één competitie van dit niveau was.
  - Officiële eindstand Eredivisie (getal staat tussen haakjes vermeld)

Sinds de introductie van play-offwedstrijden voor Europees voetbal na afloop van de reguliere competitie in 2005/06, is de KNVB verplicht een eindstand van de Eredivisie door te geven aan de UEFA aan de hand van deze play-offwedstrijden.
Bij deze eindstand staan clubs die zich hebben gekwalificeerd voor Europees voetbal hoger dan clubs die zich niet wisten te kwalificeren. Indien er geen verschil was tussen de eindnotering en de officiële eindstand, staat dit getal niet vermeld.

- Onderafdeling

Hier staat afgekort de naam van de onderafdeling indien de club in dat jaar in een onderafdeling uitkwam. Tevens staat deze afkorting in de legenda en wordt gelinkt naar het artikel over deze onderafdeling. Deze afkorting wordt alleen vermeld wanneer de club in het verleden in verschillende onderafdelingen heeft gespeeld. Deze vermelding is in de staaf altijd in kleine letters. Deze onderafdelingen zijn na het seizoen 1995/96 afgeschaft. Heeft de club in slechts één onderafdeling gespeeld, dan is dit alleen terug te vinden in de legenda.
Onder de staaf staat het jaartal vermeld waarin het seizoen is afgesloten. 15 verwijst naar het seizoen 2014/15 of eventueel het seizoen 1914/15.
Wanneer een staaf leeg is, zijn deze gegevens niet bekend. Het kan ook zijn dat de club dat seizoen niet heeft meegespeeld op het hogere amateurniveau, vroegtijdig de competitie heeft verlaten of uit de competitie is gezet.

In het seizoen 1944/45 was er wegens de Tweede Wereldoorlog geen regulier competitievoetbal.

### Venray in de KNVB Beker
Dit schema laat de resultaten zien van Venray tegen profclubs in de KNVB Beker.
| Seizoen | Ronde             | Wedstrijd                    | Uitslag  |
| ------- | ----------------- | ---------------------------- | -------- |
| 1956/57 | voorronde Zuid II | Helmondia '55 - SV Venray    | 4-0      |
| 1957/58 | 1e ronde          | SV Venray - Rapid JC Heerlen | 0-6      |
| 1987/88 | 1e ronde          | SV Venray - Vitesse          | 3-0      |
| 1987/88 | 2e ronde          | SV Venray - Drechtsteden '79 | 0-1 n.v. |
| 1988/89 | 1e ronde          | SV Venray - PEC Zwolle '82   | 1-2      |
| 1989/90 | 1e ronde          | SV Venray - AZ Alkmaar       | 3-2 n.v. |
| 1989/90 | 2e ronde          | SV Venray - Roda JC Kerkrade | 1-4      |

## Bekende (oud-)spelers

### Mannen
- Tom van Bergen
- Noud Janssen
- Edward Linskens
- Jos Luhukay
- Freek Thoone
- John Vievermans
- Reinold Wiedemeijer

### Vrouwen
- Colette van Aalst
- Aniek Schepens

## Bekende (oud-)trainers
- Leo Beerendonk
- Jan Bijl

BVV '27 · SV Leunen · SV Merselo · SV Oostrum · SVOC '01 · SV Venray · SV Ysselsteyn